# 김신록
김신록(1981년 3월 24일 ~ )은 대한민국의 배우다.

## 학력
- 동아여자고등학교 (졸업)
- 서울대학교 사회과학대학 지리학과 (졸업)
- 한양대학교 대학원 연극영화학과 (졸업)
- 한국예술종합학교 대학원 연기과 예술전문사

## 출연 작품

### 영화
- 2005년  《연애의 목적》 - 교생 1 역
- 2005년  《나의 마음이 너에게 가 닿길》 - 수정 역
- 2008년  《아스라이》 - 다은 역
- 2009년 《가물치》 - 여자 역
- 2011년 《하얀 나비》 - 은정 역
- 2013년 《엄마의 엘리베이터》
- 2018년  《버닝》 - 신록 역
- 2024년 《설계자》 - 양경진 역
- 2024년 《전,란》 - 범동 역

### 드라마
- 2004년 SBS 주말극장 《토지》 - 한복의 아내 역
- 2008년 SBS 일일연속극 《아내의 유혹》 - 간호사 역
- 2020년 tvN 월화드라마 《방법》 - 석희 역
- 2021년 JTBC 금토드라마 《괴물》 - 오지화 역
- 2021년 tvN 수목드라마 《너는 나의 봄》 - 김명자 역
- 2021년 TVING 오리지널 드라마 《술꾼도시여자들》 - 안소희의 출판사 시절 팀장 역
- 2021년 Netflix 오리지널 드라마 《지옥》 - 박정자 역
- 2021년 쿠팡플레이 오리지널 드라마 《어느 날》 - 안태희 역
- 2022년 KBS2 수목드라마 《당신이 소원을 말하면》 - 혜진 역
- 2022년 Netflix 오리지널 드라마 《모범가족》 - 문정국 역
- 2022년 JTBC 금토일드라마 《재벌집 막내아들》 - 진화영 역
- 2023년 Disney+ 오리지널 드라마 《형사록 2》 - 연주현 역
- 2023년 Disney+ 오리지널 드라마 《무빙》 - 여운규 역
- 2023년 ENA 수목드라마 《유괴의 날》 - 서혜은 역
- 2023년 Netflix 오리지널 드라마 《스위트홈 2》 - 지 반장 역
- 2024년 tvN 토일드라마 《눈물의 여왕》 - 현숙 역
- 2024년 Netflix 오리지널 드라마 《지옥 시즌 2》 -  박정자 역
- 2025년 SBS 금토드라마 《나의 완벽한 비서》 - 선우 역
- 2025년 MBC 금토드라마 《언더커버 하이스쿨》 - 서명주 역
- 2025년 ENA 월화드라마 《당신의 맛》 - 진명숙 역

### 광고 내역
- 대원제약 뉴베인
- 배달의민족
- 교보생명

### 연극
- 2004년 《서바이벌 캘린더》
- 2005년 《Come & Go》
- 2005년 《서바이벌 캘린더》
- 2006년 《아마 늦은 여름이었을 거야》
- 2006년 《The Lover》
- 2006년《페드라》
- 2007년 《RIAU》
- 2007년 《동방의 햄릿》
- 2007년 《나무 이야기》
- 2009년 《장석조네 사람들》
- 2009년 《대한민국 2030 - 누가 대한민국 20대를 구원할 것인가?》
- 2010년 《오늘의 책은 어디로 사라졌을까?》 - 유정 역
- 2010년 《곶나들이》
- 2010년 《햄릿 머신 - Prototype》
- 2010년 《아이에게 말하세요》
- 2010년 《봄 작가 겨울 무대 - 두번째 그룹》 - 명작의 탄생 배우 역
- 2011년 《장석조네 사람들》 - 나주댁 / 상주댁 역
- 2012년 《두산 아트랩 - 왕과 나》
- 2012년 《영원한 너》
- 2012년 《Distorted》
- 2012년 《로풍찬 유랑극장》 - 양정순 역
- 2012년 《Cafe Variation》
- 2013년 《엄마가 사라졌다》
- 2013년 《왕과 나》
- 2014년 《A Serious Banquet》
- 2014년 《This Is How I Don't Know How To Dance》
- 2014년 《저스트 듀엣, 헬로 프롬 벌사》
- 2014년 《저스트 듀엣, 더 파사지오》
- 2015년 《아카이노 이야기》 - 순애 역
- 2015년 《더 파워》 - 마가렛 아덴하임 남작부인 외 다역
- 2015년 《토막》 - 양장여인 역
- 2016년 《겨울이야기》 - 귀족 외 다역
- 2016년 《연옥》 - 여자 역
- 2016년 《더 파워》
- 2017년 《한민족 디아스포라전 - 용비어천가》 - 한국인 역
- 2017년 《2017 윤영선 페스티벌 - 파티》
- 2017년 《워킹 홀리데이》
- 2018년 《아홉소녀들》
- 2019년 《비평가》 - 스카르파 역
- 2019년 《두산 인문극장 2019 아파트 - 녹천에는 똥이 많다》
- 2019년 《비평가》 - 스카르파 역
- 2019년 《산책자의 행복》
- 2020년 《피어리스 - 더 하이스쿨 맥베스》 - 캐롤라인 역
- 2020년 《연극열전8 - 마우스피스》 - 리비 역
- 2021년 《아웃 오브 러브》 - 로나 역
- 2021년 《마우스피스》 - 리비 역
- 2022년 《살아있는 자를 수선하기》 - 서술자 외 다역
- 2024년 《없는 시간》

## 수상 및 후보
| 연도 | 시상식                     | 부문                                | 작품            | 결과 |
| ---- | -------------------------- | ----------------------------------- | --------------- | ---- |
| 2022 | 제20회 디렉터스 컷 어워즈  | 시리즈부문 올해의 새로운 여자배우상 | 지옥            | 수상 |
| 2022 | 제58회 백상예술대상        | TV부문 여자 조연상                  | 지옥            | 수상 |
| 2022 | 제1회 청룡 시리즈 어워즈   | 여우조연상                          | 지옥            | 수상 |
| 2022 | 제8회 에이판 스타 어워즈   | 여자 연기상                         | 지옥            | 수상 |
| 2023 | 제59회 백상예술대상        | TV부문 여자 조연상                  | 재벌집 막내아들 | 후보 |
| 2024 | 대한민국 퍼스트브랜드 대상 | 여자배우 부문 신스틸러상            | 빈칸            | 수상 |
| 2025 | 제23회 디렉터스 컷 시상식  | 올해의 새로운 여자배우상            | 전,란           | 미정 |

## 도서
- 배우와 배우가(안온북스, 2023년)